# Dermatopelte sinaloensis
Dermatopelte sinaloensis är en stekelart som beskrevs av Burks 2004. Dermatopelte sinaloensis ingår i släktet Dermatopelte och familjen finglanssteklar. Inga underarter finns listade i Catalogue of Life.